# Антон Диков
Антон Венциславов Диков е български пианист и музикален педагог, професор в Българска държавна консерватория.

## Биография
Антон Диков е роден на 29 август 1938 г. в София, в семейството на потомствени музиканти. Музикалната традиция в неговото семейство датира от две поколения назад. Баща му, Венцислав Диков, по професия е рентгенов инженер. Имал е особена слабост към музиката, тя е била негова неосъществена мечта. Свирил е на пиано, флейта и виолончело. Починал е сравнително рано, но е оказал огромно влияние върху сина си.
Първите уроци и занимания по музика Антон Диков получава от майка си Елена Ковачева-Дикова. Изучавала пиано в Мюнхен и Виена, след завръщането си в България тя отдава професионалния си живот на интензивна и дългогодишна педагогическа дейност. Член е на Колегията на частните педагози-музиканти в София.
На Първото общобългарско състезание (1949) Диков е отличен с грамота, а на Второто (1953) – със специалната награда на СБК за изпълнение на българска музика. Тази награда той получава за „Танц“ от Димитър Ненов. През 1956 г. е първият международен конкурс за Антон Диков – „Ференц Лист“ в Будапеща. Едва 18-годишен, той спечелва VI награда. Между лауреатите и участниците са: Лев Власенко (I награда), Лазар Берман (III награда), Лю Ши Кун (IV награда), Валерий Василев, Юри Айрапетян, Франс Клида.
В периода 1958 – 1963 г. следват още няколко международни състезания. През 1958 г. Диков получава диплом и достига до II тур на конкурса „П. И. Чайковски“ в Москва.
Следва конкурсът „Кралица Елизабет“ в Брюксел. Там той получава награда от Международната музикална фондация „Хариет Коен“ (със седалище в Лондон) с президент Бенджамин Бритън. Наградата е за най-добро изпълнение на произведение от Йохан Себастиан Бах.
На Третия международен конкурс за пианисти в Рио де Жанейро през 1962 г. Диков спечелва четвърта награда.
Последен е Международният конкурс за пианисти „Маргарит Лонг“ в Париж през 1963 г. На този конкурс Антон Диков става лауреат на трета награда. Една година по-късно е поканен в Летните музикални курсове на проф. Надя Буланже във Фонтенбло, Париж. В две последователни години Диков е активен участник в тези курсове.
Това е и период на активно развиваща се концертна кариера за Антон Диков. Още в края на 60-те и началото на 70-те години той се утвърждава като един от най-дейните участници в концертния живот в страната ни и извън нейните граници. Първоначално концертите са повече в бившите социалистически републики, но после постепенно започват покани в повечето европейски градове. Той е редовен участник в концертните събития в цяла Европа до края на творческия си път.
Някои от големите оркестри, на които Антон Диков е гостувал като солист, са: Оркестр Национал де Пари, оркестрите на Берлинското и Белгийското радио, Ленинградска, Московска, Киевска, Чешка, Варшавска филхармония, оркестърът на Щаатскапеле, Дрезден, швейцарски, френски, немски, италиански оркестри. По-късно дейността му се разширява и извън Европа – две големи концертни турнета в САЩ със Софийската филхармония, последвани от редица самостоятелни гостувания там, многократни покани в Куба, Мексико, Колумбия, Венецуела, Бразилия. Концертира неведнъж в Япония и Южна Корея.
Антон Диков е чест и много желан солист на всички български оркестри. Постоянен гост е в българските музикални фестивали и в много такива по света. Свирил е под диригентството на всички големи български диригенти през цялата своя 50-годишна дейност на сцената – Константин Илиев, Добрин Петков, Васил Стефанов, Димитър Манолов, Емил Чакъров, Емил Табаков, Йордан Дафов, Иван Вульпе, Васил Казанджиев, Георги Димитров и др. В международната си практика Диков работи с имена като Кирил Кондрашин, Евгений Светланов, Юрий Темирканов, Анджей Марковски, Маноло Дучесне, Лоран Петижирар, Юрий Симонов, Пиер Бартоломе, Ян Кренц, Силвио Варвизо, Рене Дефосе и др.
В годините реализира редица великолепни камерни ансамбли в партньорство с българските инструменталисти Георги Бадев, квартет „Димов“, Никола Гюзелев, Богомил Караконов, Петко Радев, Павел Герджиков, Николай Евров, Георги Йоцов, Никола Зидаров, Нягул Тумангелов и още много други.
В архива на Българското национално радио са запазени над 200 студийни и концертни записа, някои от тях издадени на грамофонни плочи и компактдискове.
Репертоарът на Антон Диков е твърде обширен, обхваща всички стилове и епохи и е трудно да бъде изреден: повече от 30 клавирни концерта за пиано и оркестър, огромно количество солови произведения, както и такива за всякакви камерни ансамбли.
Погледнат от далечината на времето, репертоарът е много по-всеобхватен.
Няколко години по-късно, в края на 60-те, Бела Барток е привлякъл интереса на пианиста. След редица солови произведения, някои от които изпълнени за първи път в България, Диков се заема в рамките на няколко години с изсвирването и записването на трите концерта за пиано и оркестър и Рапсодия op. 1. Първо е изпълнението на Втория концерт, който звучи за първи път в България. Премиерата е на 31 януари 1968 г. в София със Софийската филхармония, диригент е Константин Илиев. Бартоковият Първи клавирен концерт също е изпълнен за първи път в България. Премиерата му е в Пловдив на 12 май 1973 г. под диригентството на Румен Байраков. Една година по-късно Диков добавя и Третия концерт в репертоара си. В рамките на година и половина и трите концерта са записани. Записът е със Софийската филхармония и Димитър Манолов. Първоначално излизат на грамофонни плочи, по-късно и на компактдискове.
Един основен композитор присъства константно в творческите търсения на пианиста Антон Диков – Лудвиг ван Бетховен. През годините е изсвирил повече от 20 сонати, вариации, багатели, ронда и много камерни произведения – някои от тях многократно на сцена, със студийни и концертни записи, на дискове и грамофонни плочи. Бетховен присъства в рециталните програми на Диков почти винаги. Неведнъж той изпълнява концерти изцяло с Бетховенови сонати, в които кулминационен момент е или оp. 101, или оp. 111, или op. 106 „Hammerкlavier“.
Интегралът на петте Бетховенови концерта се оформя постепенно през творческия път на Антон Диков. В различни етапи от ранния период на сцената той включва в репертоара си Пети, Трети, после всички без Четвърти и накрая, през 1980 г., е първото изпълнение и на Четвърти концерт. Поотделно те са изпълнявани десетки пъти, някои и стотици пъти. Записани са няколко пъти, като в архивите на БНР се пазят и концертни изпълнения, някои отпреди повече от 40 години.
През 1980 г. Антон Диков реализира интегрални изпълнения на петте концерта в рамките на две седмици, разпределени последователно в два концерта (Първи, Втори и Трети, последвани от Четвърти и Пети). Те се състоят първо в Русе, с Алипи Найденов, след това в София с Константин Илиев и накрая в Хавана, Куба, където диригент е Маноло Дучесне.
В този период е и първият интегрален запис на петте концерта заедно със Софийската филхармония и Константин Илиев. Те излизат на грамофонни плочи. Малко по-късно, в края на 80-те години, пианистът реализира заедно със Софийската филхармония и Емил Табаков още един запис на концертите. Тези записи са издадени на компактдиск. Диков е изпълнител на много творби за първи път: Веселин Стоянов – Трети концерт, Марин Големинов – Концерт за пиано и оркестър, Константин Илиев – Кончерто гросо и „Коментари“ за виолончело и пиано, премиери на много солови и камерни пиеси, между които клавирните цикли op. 53 и оp. 57 от Панчо Владигеров, произведения на Любомир Пипков, Лазар Николов и др. Чест изпълнител е на творби, представени премиерно от самите си автори: Веселин Стоянов – Втори концерт, Димитър Ненов – Клавирен концерт, Панчо Владигеров – Трети концерт.
Изпълнява изключително творби на Панчо Владигеров в България и в чужбина.
Веселин Стоянов също е творческа фигура, много близка и важна за Антон Диков. Той е чест изпълнител на неговия Втори концерт, както и на трите солови пиеси до края на творческия си път.
Творческите срещи на пианиста с Любомир Пипков също са чести и ползотворни. Изцяло по инициатива на композитора работят неговото Трио, заедно с Георги Бадев и Здравко Йорданов. Съставът е събран от автора специално, за да изсвирят това произведение.
Педагогическата дейност на Антон Диков започва по-късно. От 1974 г. е доцент, а от 1988 г. е професор в НМА „Проф. Панчо Владигеров“. Паралелно с редовната си всеотдайна и активна дейност в музикалната академия в София, той води майсторски класове в редица европейски страни, редовни курсове в Сеул, Токио и Осака. Антон Диков е член на жури в много от големите международни конкурси: „Шопен“ във Варшава през 1975 и 1990 г.; „Лист – Барток“ в Будапеща през 1976 и 1981 г.; „Бузони“ в Болцано през 1977 г.; „Маргарит Лонг“ в Париж през 1979 г.; „ARD“ в Мюнхен през 1982 г.; „Бетховен“ във Виена през 1985 г.; „Ван Клайбърн“ във Форт Уърт, САЩ, през 1985 г.; „Чайковски“ в Москва през 1990 г. и други. Член е на жури и на повечето национални и международни конкурси в България. Дългогодишен председател на журито на Националния и Международния конкурс „Панчо Владигеров“ в град Шумен.
Умира на 16 октомври 2004 г., на 66-годишна възраст при автомобилна катастрофа.

## Дискография
- „Антон Диков – пиано“[1]
(LP, Балкантон – ВКА 466)
- „Веселин Стоянов. Концерт за пиано и оркестър № 3 в си бемол мажор“[2]
(LP, Балкантон – ВСА 552)
- 1972 – „Бетовен. Концерт за пиано и оркестър номер 5 опус 73“[3]
(LP, Балкантон – ВСА 1218)
- „Бела Барток“[4]
(LP, Балкантон – ВСА 1314)
- „Бела Барток“[5]
(LP, Балкантон – ВСА 1315)
- 1976 – „Bela Bartok. Rapsodie op. 1 (1904)/ concerto N°2 (1930-31)/ pour piano et Orchestre“
(LP, Harmonia Mundi – HMU 142)
- „Марин Големинов. Симфония № 2“[6]
(LP, Балкантон – ВСА 2018)
- 1985 – „Бетовен. Концерти за пиано и оркестър“[7]
(5 LP, Балкантон – ВСА 10881, ВСА 10882, ВСА 10883, ВСА 10884, ВСА 10885)
- 1986 – „Димитър Ненов. Концерт за пиано и голям оркестър“[8]
(LP, Балкантон – ВСА 10899)
- „Ludwig van Beethoven. The 5 Pianoconcertos“
(3 CD, Fidelio – 1871/3)
- 1988 – „Ludwig van Beethoven. Piano Concerto No.5 "Emperor" - Ouvertures: Coriolan And Leonore No.2“
(CD, Laser Light – 15523)
- 1990 – „Bela Bartok. The three concertos for piano and orchestra“
(CD, AVM Records – AVZ-3000)
- 1990 – „Beethoven. Piano Concertos Nºs 3 & 4“
(CD, Data Music Lnc – 15 627)
- 1990 – „Beethoven. Piano Concerto No. 5 "Emperor", Piano Sonata No. 8 "Pathétique"“
(CD, Data Music Lnc – 15 628)
- 2003 – „Ludwig van Beethoven. Piano Concertos“
(CD, Delta Entertainment – 14 588)
- 2006 – „Антон Диков – пиано. Бетовен, Брамс, Бах-Бузони“
(CD, Gega New – GD 302)

## Ваншни препратки
- Антон Диков – 75 години от рождението на пианиста (1938 – 2004), Алманах, автор: Елена Дикова, 2013 г.
- Красимира Йорданова, Спомен за пианиста Антон Диков, БНР, 29 август 2018 г.
- Дискография на Антон Диков в Discogs.com